# Penteli
Penteli (Grieks: Πεντέλη) is sedert 2011 een fusiegemeente (dimos) in de Griekse bestuurlijke regio (periferia) Attica.
De drie deelgemeenten (dimotiki enotita) van de fusiegemeente zijn:
- Melissia (Μελίσσια)
- Nea Penteli (Νέα Πεντέλη)
- Penteli (Πεντέλη)